# Belenois thysa
Belenois thysa är en fjärilsart som först beskrevs av Carl Heinrich Hopffer 1855.  Belenois thysa ingår i släktet Belenois och familjen vitfjärilar. Inga underarter finns listade i Catalogue of Life.

## Bildgalleri

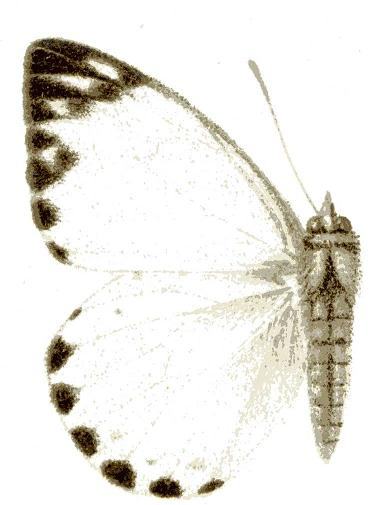
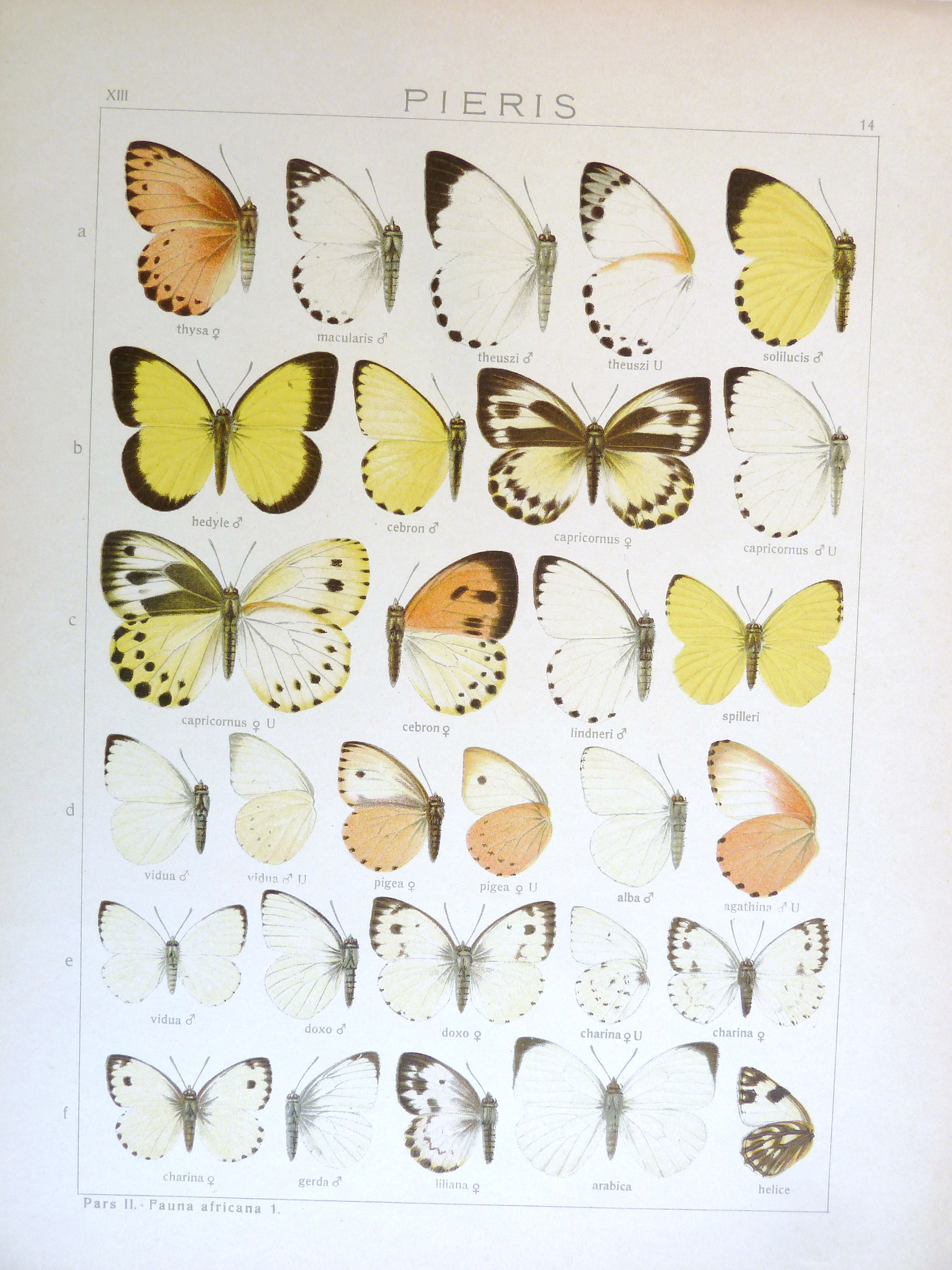